# Церква Вознесіння Господнього (Харків)
Церква Вознесіння Господнього  — чинна церква у місті Харків, Харківської області освячений в 1914 році. Парафія належить до УПЦ (МП).

## Розташування
Церква Вознесіння Господнього знаходиться у місцевості Харкова Липовий Гай.